# Soaren

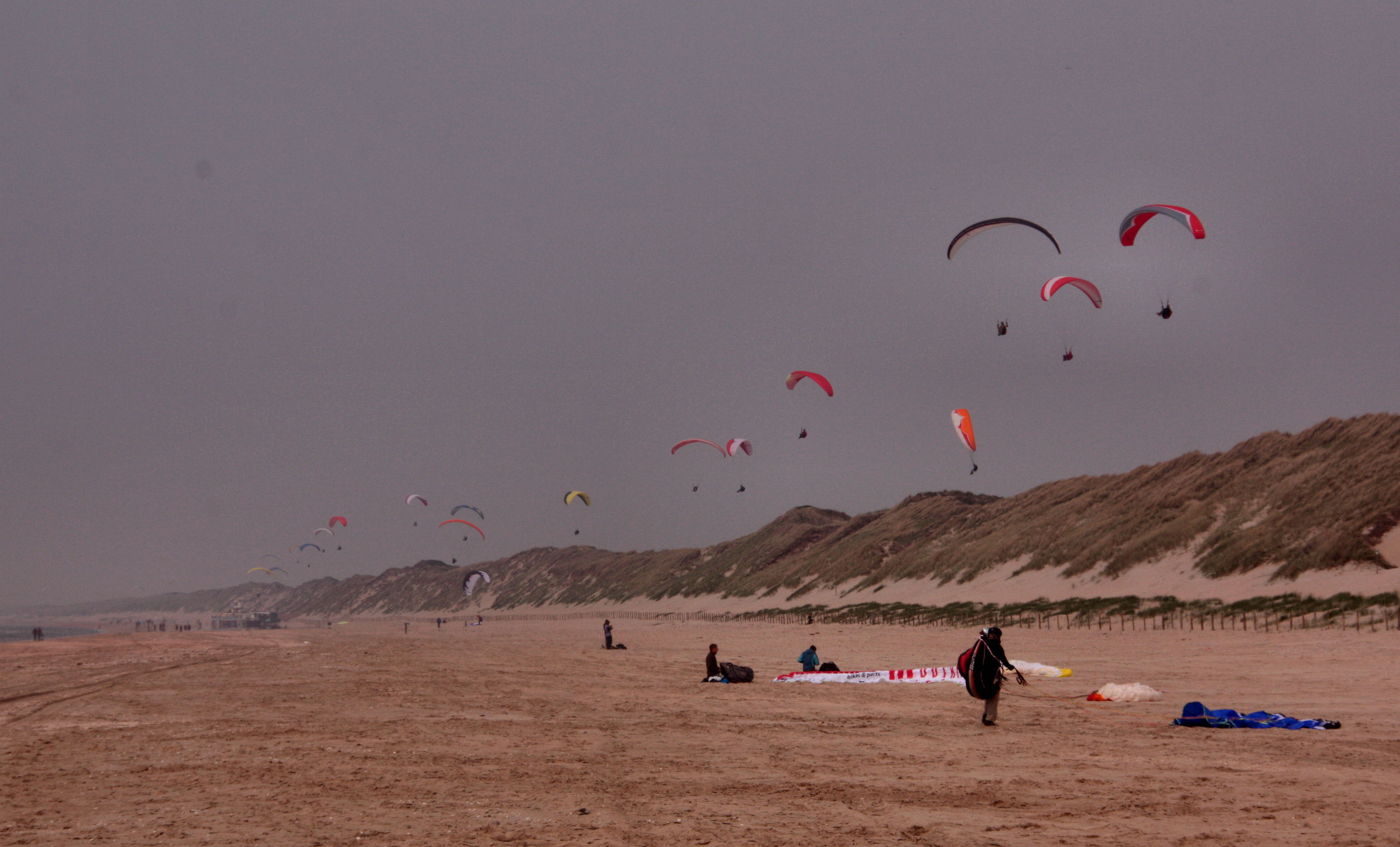
Soaren mit Gleitschirmen an der niederländischen Küste

Der Begriff Soaren (engl. soaring „in die Höhe steigen“, aber auch „segeln, gleiten“) beschreibt im Luftsport die Möglichkeit, mit einem Segelflugzeug, Hängegleiter oder Gleitschirm im Hangaufwind Höhe zu gewinnen. Im Gegensatz zum Thermikfliegen benötigt man keine (direkte) Sonneneinstrahlung – sobald ein Talwind auf einen Prallhang oder Seewind senkrecht gegen eine Steilküste stößt, bildet sich ein Aufwind aus. Stärke und Größe des Aufwinds hängen von der Windstärke und Form des Geländes (Orografie) ab.
Für den Flug am Hang gelten besondere Ausweichregeln.